# سوسن فارتاني
السوسن الفارتاني أو سوسن المكنسة أو سوسن المسطرة (باللاتينية: Iris vartanii) هو أحد أنواع السوسن من الفصيلة السوسنية.

## الموئل والانتشار
ينتشر في بلاد الشام.

## وصلات خارجية
- صور لسوسن المسطرة على موقع نباتات فلسطين البرية